# Yli-Paakkola
Yli-Paakkola är en ort i Tervola kommun i landskapet Lappland i Finland. Yli-Paakkola utgjorde en tätort (finska: taajama) vid folkräkningarna 1960 och 1970.
Yli-Paakkola ligger på den västra sidan av Kemi älv.

## Befolkningsutveckling
| Befolkningsutvecklingen i Yli-Paakkola 1960–1970 | Befolkningsutvecklingen i Yli-Paakkola 1960–1970 | Befolkningsutvecklingen i Yli-Paakkola 1960–1970 | Befolkningsutvecklingen i Yli-Paakkola 1960–1970 | Befolkningsutvecklingen i Yli-Paakkola 1960–1970 |
| ------------------------------------------------ | ------------------------------------------------ | ------------------------------------------------ | ------------------------------------------------ | ------------------------------------------------ |
|                                                  |                                                  |                                                  |                                                  |                                                  |
| År                                               |                                                  |                                                  | Folkmängd                                        | Landareal (km²)                                  |
| 1960                                             | 1960                                             |                                                  | 495                                              | 4,70                                             |
| 1970                                             | 1970                                             |                                                  | 270                                              | 3,50                                             |
| Anm.: Ej tätort 1980.                            |                                                  |                                                  |                                                  |                                                  |